# Batajsk
Batajsk, in russo Батайск? (anche traslitterato come Bataysk), è una città della Russia europea meridionale, situata nella regione del basso Don nell'Oblast' di Rostov; sorge pochi km a sud del capoluogo Rostov sul Don, del quale costituisce un sobborgo.
Fondata nel 1769, ricevette lo status di città nel 1938.